# Sulidae
Los súlidos (Sulidae) son una familia de aves suliformes  conocidas vulgarmente como alcatraces o piqueros. Esta familia incluye aves marinas como el alcatraz común (Morus bassanus) y el piquero peruano (Sula variegata), ambas aves costeras de tamaño medio-grande que atrapan a su presa (peces) mediante zambullida y buceo. Esta familia estuvo asignada al orden Pelecaniformes.
Las 10 especies de esta familia se consideran a menudo congénerico en las fuentes más antiguas, situando a todas en el género Sula. Sin embargo, Sula (piqueros verdaderos) y Morus (alcatraces) pueden distinguirse fácilmente por morfológica, comportamiento y caracteres secuencia de ADN. El piquero de Abbott (Papasula) recibe su propio género, ya que se distingue de ambos en estos aspectos. Parece ser un linaje distinto y antiguo, quizá más cercano a los alcatraces que a los verdaderos piqueros.

## Taxonomía y filogenia
La familia Sulidae incluye diez especies en tres géneros:
Género Morus
- Alcatraz común o alcatraz atlántico (Morus bassanus);
- Alcatraz de El Cabo (Morus capensis);
- Alcatraz australiano (Morus serrator);

Género Papasula
- Piquero de Abbott (Papasula abbotti);

Género Sula
- Piquero camanay o piquero patiazul (Sula nebouxii);
- Piquero peruano (Sula variegata);
- Piquero enmascarado (Sula dactylatra);
- Piquero de Nazca (Sula granti);
- Piquero patirrojo (Sula sula);
- Piquero pardo (Sula leucogaster).

El siguiente es un cladograma donde se muestran las relaciones filogenéticas de las especies de Sulidae.
|  | Morus bassanus                                                    |
|  |                                                                   |
|  | \| \| Morus capensis \| \| \| \| \| \| Morus serrator \| \| \| \| |
|  |                                                                   |
|  | Morus capensis                                                    |
|  |                                                                   |
|  | Morus serrator                                                    |
|  |                                                                   |

|  | Morus capensis |
|  |                |
|  | Morus serrator |
|  |                |

|  | Sula dactylatra |
|  |                 |
|  | Sula granti     |
|  |                 |

|  | Sula nebouxii  |
|  |                |
|  | Sula variegata |
|  |                |

|  | Sula dactylatra |
|  |                 |
|  | Sula granti     |
|  |                 |

|  | Sula nebouxii  |
|  |                |
|  | Sula variegata |
|  |                |

|  | Sula dactylatra |
|  |                 |
|  | Sula granti     |
|  |                 |

|  | Sula nebouxii  |
|  |                |
|  | Sula variegata |
|  |                |

|  | Sula dactylatra |
|  |                 |
|  | Sula granti     |
|  |                 |

|  | Sula nebouxii  |
|  |                |
|  | Sula variegata |
|  |                |

|  | Sula dactylatra |
|  |                 |
|  | Sula granti     |
|  |                 |

|  | Sula nebouxii  |
|  |                |
|  | Sula variegata |
|  |                |

|  | Sula dactylatra |
|  |                 |
|  | Sula granti     |
|  |                 |

|  | Sula nebouxii  |
|  |                |
|  | Sula variegata |
|  |                |

|  | Sula dactylatra |
|  |                 |
|  | Sula granti     |
|  |                 |

|  | Sula nebouxii  |
|  |                |
|  | Sula variegata |
|  |                |

|  | Sula dactylatra |
|  |                 |
|  | Sula granti     |
|  |                 |

|  | Sula nebouxii  |
|  |                |
|  | Sula variegata |
|  |                |

|  | Morus bassanus                                                    |
|  |                                                                   |
|  | \| \| Morus capensis \| \| \| \| \| \| Morus serrator \| \| \| \| |
|  |                                                                   |
|  | Morus capensis                                                    |
|  |                                                                   |
|  | Morus serrator                                                    |
|  |                                                                   |

|  | Morus capensis |
|  |                |
|  | Morus serrator |
|  |                |

|  | Sula dactylatra |
|  |                 |
|  | Sula granti     |
|  |                 |

|  | Sula nebouxii  |
|  |                |
|  | Sula variegata |
|  |                |

|  | Sula dactylatra |
|  |                 |
|  | Sula granti     |
|  |                 |

|  | Sula nebouxii  |
|  |                |
|  | Sula variegata |
|  |                |

|  | Sula dactylatra |
|  |                 |
|  | Sula granti     |
|  |                 |

|  | Sula nebouxii  |
|  |                |
|  | Sula variegata |
|  |                |

|  | Sula dactylatra |
|  |                 |
|  | Sula granti     |
|  |                 |

|  | Sula nebouxii  |
|  |                |
|  | Sula variegata |
|  |                |

|  | Sula dactylatra |
|  |                 |
|  | Sula granti     |
|  |                 |

|  | Sula nebouxii  |
|  |                |
|  | Sula variegata |
|  |                |

|  | Sula dactylatra |
|  |                 |
|  | Sula granti     |
|  |                 |

|  | Sula nebouxii  |
|  |                |
|  | Sula variegata |
|  |                |

|  | Sula dactylatra |
|  |                 |
|  | Sula granti     |
|  |                 |

|  | Sula nebouxii  |
|  |                |
|  | Sula variegata |
|  |                |

|  | Sula dactylatra |
|  |                 |
|  | Sula granti     |
|  |                 |

|  | Sula nebouxii  |
|  |                |
|  | Sula variegata |
|  |                |

|  | Morus bassanus                                                    |
|  |                                                                   |
|  | \| \| Morus capensis \| \| \| \| \| \| Morus serrator \| \| \| \| |
|  |                                                                   |
|  | Morus capensis                                                    |
|  |                                                                   |
|  | Morus serrator                                                    |
|  |                                                                   |

|  | Morus capensis |
|  |                |
|  | Morus serrator |
|  |                |

|  | Sula dactylatra |
|  |                 |
|  | Sula granti     |
|  |                 |

|  | Sula nebouxii  |
|  |                |
|  | Sula variegata |
|  |                |

|  | Sula dactylatra |
|  |                 |
|  | Sula granti     |
|  |                 |

|  | Sula nebouxii  |
|  |                |
|  | Sula variegata |
|  |                |

|  | Sula dactylatra |
|  |                 |
|  | Sula granti     |
|  |                 |

|  | Sula nebouxii  |
|  |                |
|  | Sula variegata |
|  |                |

|  | Sula dactylatra |
|  |                 |
|  | Sula granti     |
|  |                 |

|  | Sula nebouxii  |
|  |                |
|  | Sula variegata |
|  |                |

|  | Sula dactylatra |
|  |                 |
|  | Sula granti     |
|  |                 |

|  | Sula nebouxii  |
|  |                |
|  | Sula variegata |
|  |                |

|  | Sula dactylatra |
|  |                 |
|  | Sula granti     |
|  |                 |

|  | Sula nebouxii  |
|  |                |
|  | Sula variegata |
|  |                |

|  | Sula dactylatra |
|  |                 |
|  | Sula granti     |
|  |                 |

|  | Sula nebouxii  |
|  |                |
|  | Sula variegata |
|  |                |

|  | Sula dactylatra |
|  |                 |
|  | Sula granti     |
|  |                 |

|  | Sula nebouxii  |
|  |                |
|  | Sula variegata |
|  |                |

|  | Morus bassanus                                                    |
|  |                                                                   |
|  | \| \| Morus capensis \| \| \| \| \| \| Morus serrator \| \| \| \| |
|  |                                                                   |
|  | Morus capensis                                                    |
|  |                                                                   |
|  | Morus serrator                                                    |
|  |                                                                   |

|  | Morus capensis |
|  |                |
|  | Morus serrator |
|  |                |

|  | Sula dactylatra |
|  |                 |
|  | Sula granti     |
|  |                 |

|  | Sula nebouxii  |
|  |                |
|  | Sula variegata |
|  |                |

|  | Sula dactylatra |
|  |                 |
|  | Sula granti     |
|  |                 |

|  | Sula nebouxii  |
|  |                |
|  | Sula variegata |
|  |                |

|  | Sula dactylatra |
|  |                 |
|  | Sula granti     |
|  |                 |

|  | Sula nebouxii  |
|  |                |
|  | Sula variegata |
|  |                |

|  | Sula dactylatra |
|  |                 |
|  | Sula granti     |
|  |                 |

|  | Sula nebouxii  |
|  |                |
|  | Sula variegata |
|  |                |

|  | Sula dactylatra |
|  |                 |
|  | Sula granti     |
|  |                 |

|  | Sula nebouxii  |
|  |                |
|  | Sula variegata |
|  |                |

|  | Sula dactylatra |
|  |                 |
|  | Sula granti     |
|  |                 |

|  | Sula nebouxii  |
|  |                |
|  | Sula variegata |
|  |                |

|  | Sula dactylatra |
|  |                 |
|  | Sula granti     |
|  |                 |

|  | Sula nebouxii  |
|  |                |
|  | Sula variegata |
|  |                |

|  | Sula dactylatra |
|  |                 |
|  | Sula granti     |
|  |                 |

|  | Sula nebouxii  |
|  |                |
|  | Sula variegata |
|  |                |

## Descripción

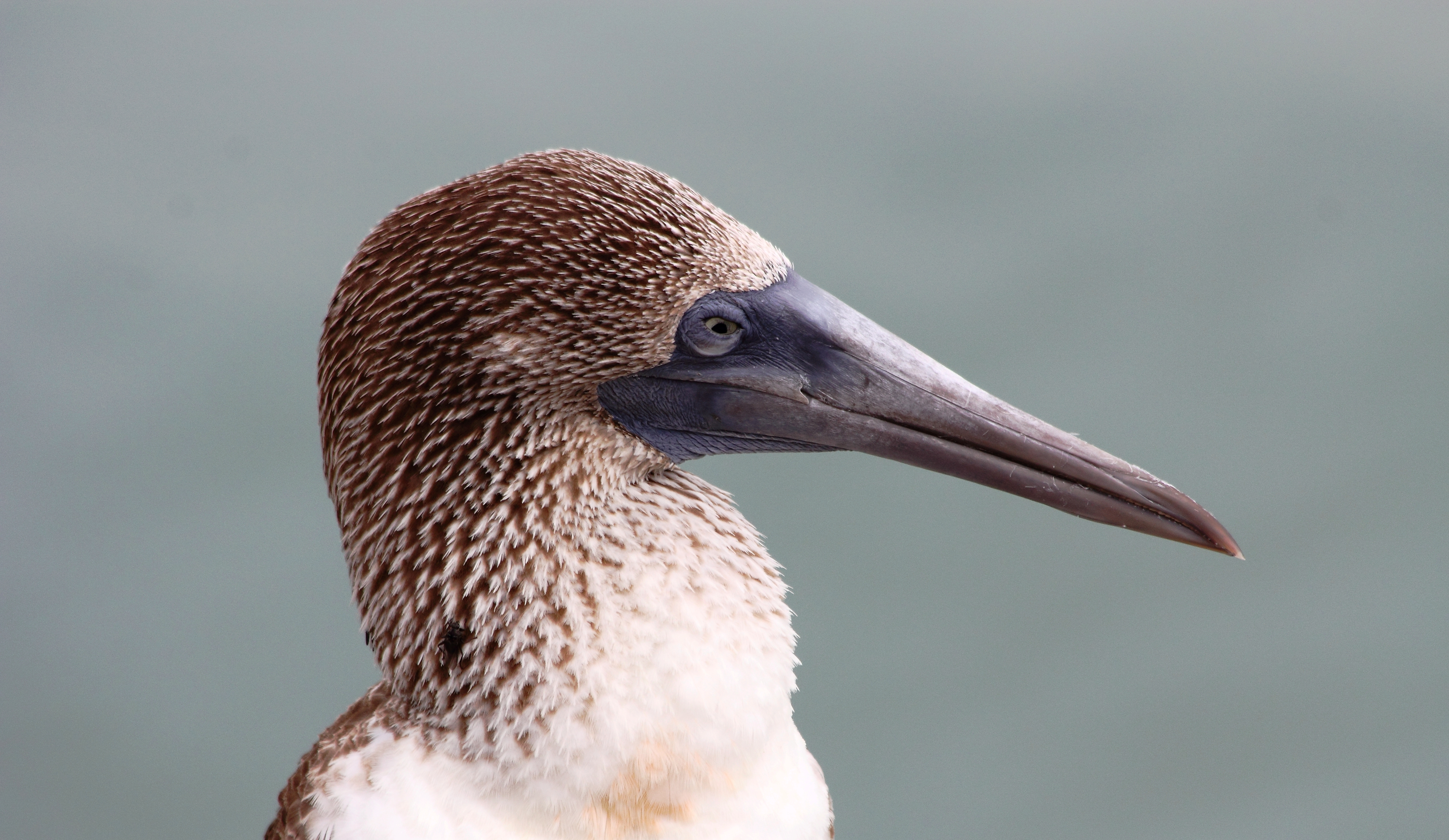
Piquero de patas azules (Sula nebouxii) con coloración y pico distintivos.

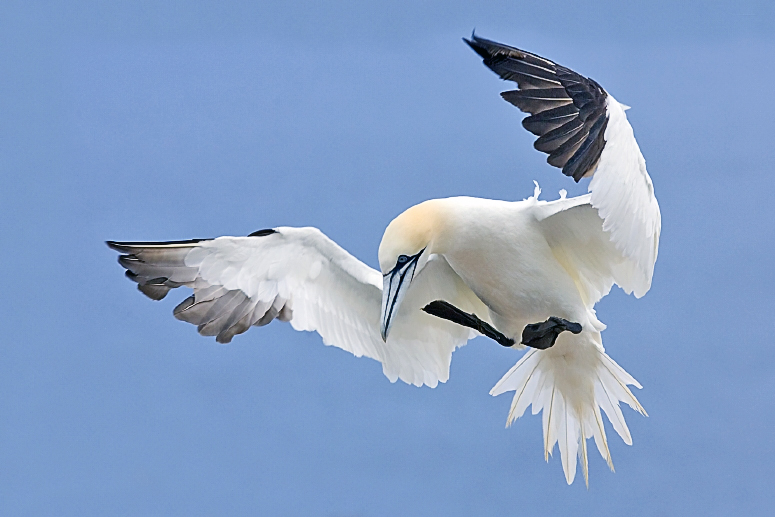
Alcatraz común (Morus bassanus) preparándose para zambullirse.

Los súlidos miden alrededor de 60 a 95 cm de longitud y tienen una envergadura de alrededor de 140 a 175 cm. Tienen alas largas, estrechas y puntiagudas, y una cola bastante larga, graduada y con forma de rombo, cuyas plumas exteriores son más cortas que las centrales.  Sus músculos de vuelo son bastante pequeños para permitir la pequeña sección transversal requerida para la inmersión en picada, como una compensación adaptativa relativa a un cierto sacrificio en el rendimiento de vuelo. En consecuencia, son muy estilizados, reduciendo la fuerza de resistencia, por lo que sus cuerpos tienen "forma de torpedo" y son algo planos.
Tienen patas robustas y palmeadas, con tejido conectando los cuatro dedos.  En algunas especies, el tejido es color brillante y los utilizan en exhibición de cortejo.  El pico suele ser de color llamativo, largo, profundo en la base y puntiagudo, con bordes en forma de sierra.  La mandíbula superior se curva ligeramente hacia abajo en la punta y puede moverse hacia arriba para manejar presas grandes. Para mantener el agua fuera durante las zambullidas, las fosas nasales entran en el pico en lugar de abrirse al exterior directamente. Los ojos están inclinados hacia delante y proporcionan un campo de visión binocular más amplio que en la mayoría de las otras aves.
Su plumaje es totalmente blanco (o pardo claro o grisáceo) con las puntas de las alas y (normalmente) la cola oscuras, o al menos algo de marrón oscuro o negro por encima con las partes inferiores blancas; los alcatraces tienen un tono amarillento en la cabeza. La cara suele tener algún tipo de marca negra, normalmente en el lorum. A diferencia de sus parientes (los dardos y los cormoranes), los súlidos tienen una glándula uropígea bien desarrollada cuyas secreciones cerosas extienden sobre sus plumas para impermeabilizarlas y controlar las plagas. Mudan las plumas de la cola de forma irregular y las plumas de vuelo de las alas por etapas, de modo que a partir de la primera muda siempre tienen algunas plumas viejas, otras nuevas y otras parcialmente crecidas. Se ha registrado la muda como respuesta a periodos de estrés.

## Distribución y ecología
Los sulidos se distribuyen principalmente en aguas tropicales y subtropicales, pero ellos, particularmente los alcatraces, se encuentran también en regiones templadas. Estas aves no son verdaderamente pelágicas como los Procellariiformes emparentados, y suelen permanecer más bien cerca de las costas, pero las abundantes colonias de súlidos que existen en muchas islas del Pacífico sugieren que no es infrecuente que las tormentas las alejen de su área de distribución, y que puedan recorrer largas distancias en busca de un lugar seguro para desembarcar si es necesario.
Todas las especies se alimentan completamente en el mar, principalmente de peces de tamaño medio e invertebrados marinos de tamaño similar (por ejemplo, cefalópodos). Muchas especies se alimentan en comunidad, y algunas especies siguen a los barcos pesqueros para hurgar en las capturas accidentales y carnada desechadas. El comportamiento típico de caza es una inmersión desde el aire, que lleva al ave a 1-2 m bajo el agua. Si la presa consigue escapar de las aves en picado al principio, éstas pueden darles caza utilizando sus patas y alas para nadar bajo el agua.
Como se ha señalado anteriormente, los rasgos comportamiento de los alcatraces y los piqueros difieren considerablemente, pero los Sulidae en su conjunto se caracterizan por varias sinapomorfías de comportamiento: Antes de despegar, apuntan el pico hacia arriba (alcatraces) o hacia delante (piqueros). Tras el aterrizaje, apuntan con el pico hacia abajo. En respuesta a una amenaza, no atacan, sino que sacuden la cabeza y apuntan sus picos hacia los intrusos.

### Reproducción

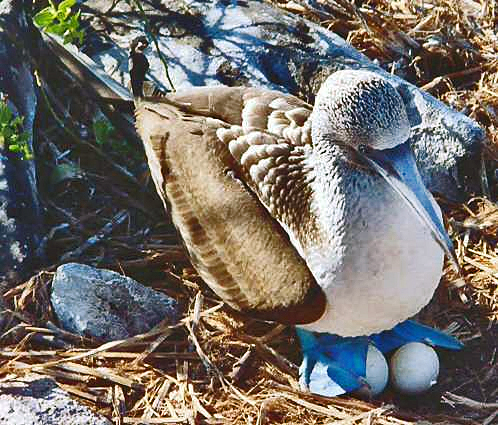
Un piquero de patas azules (Sula nebouxii) incubando sus huevos

Todos los páridos se reproducen en colonias. Los machos examinan el área de la colonia en vuelo y luego eligen un lugar para anidar, que defienden mediante peleas y disparos territoriales. A continuación, los machos se anuncian a las hembras mediante una exhibición y una llamada especiale. Su comportamiento de exhibición es característico, aunque no tan diverso como las numerosas variaciones encontradas entre los cormoranes; normalmente incluye que el macho mueva la cabeza. Las hembras buscan en la colonia, en vuelo y a pie, un compañero. Una vez que seleccionan a los machos, las parejas mantienen sus vínculos acicalándose mutuamente y copulando con frecuencia.
La puesta suele ser de dos huevos. Los huevos no tienen marcas (pero pueden mancharse con restos en el nido), son blanquecinos, de color azul pálido, verde o rosa, y tienen una capa que se asemeja a la cal. El peso de los huevos oscila entre el 3,3 y el 8,0% del peso de la hembra. La incubación dura entre 42 y 55 días, dependiendo de la especie. Ambos sexos incuban; al igual que sus parientes, no tienen placa de incubación, pero sus patas se vuelven vasculares y calientes, y las aves colocan los huevos bajo las telarañas. Los huevos perdidos durante la primera mitad de la incubación son reemplazados.

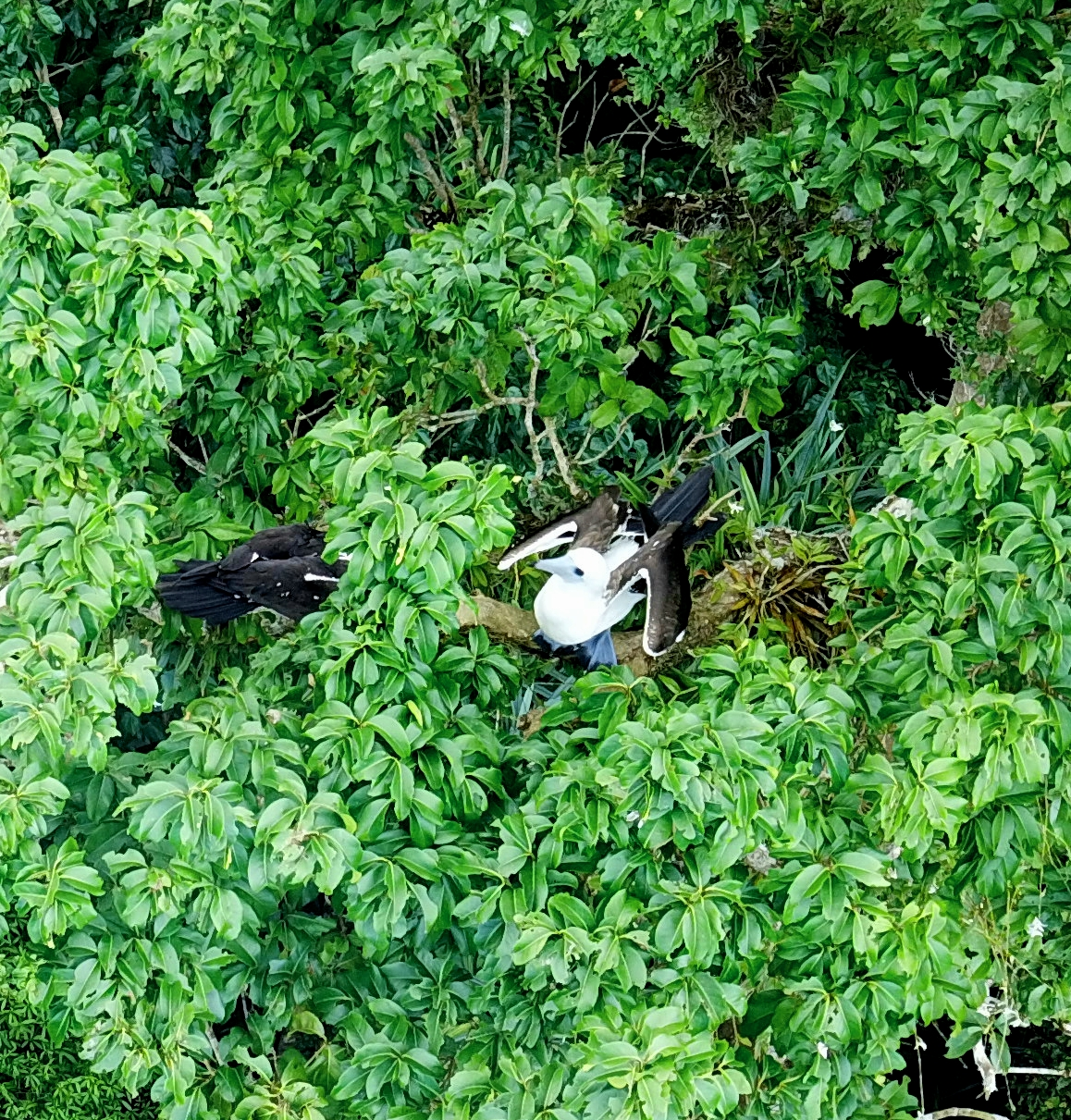
El polluelo de alcatraz de Abbott todavía es alimentado por sus padres varios meses después de ser capaz de volar y permanece en el mismo árbol, generalmente incluso en la misma rama, donde estaba ubicado el nido..

En el momento de la eclosión, los padres trasladan los huevos y luego las crías a la parte superior de sus telas. Las crías nacen desnudas, pero pronto desarrollan un plumón blanco. Piden limosna tocando el pico del progenitor y toman la comida regurgitada directamente de su boca. Al principio, al menos uno de los padres está siempre pendiente de las crías altriciales; después de dos semanas, ambos padres dejan el nido sin vigilancia a veces mientras van a pescar. El tiempo para que los polluelos salgan del nido y se independicen de sus padres depende en gran medida del suministro de alimentos. Rara vez sobrevive más de un polluelo hasta la madurez, excepto en el piquero peruano (Sula variegata), que tiene la nidada más grande (de dos a cuatro huevos), y con menos frecuencia en el piquero de patas azules (S. nebouxii). Es frecuente el cainismo por el más fuerte de los dos pichones.

### Interacción biológica con otras especies
Entre las aves que interactúan biológicamente con las especies de Sulidae se encuentran las lechuzas, los halcones, las águilas de cola blanca, los cóndores andinos, las gaviotas y las fragatas. Otros enemigos, además de los humanos, son los gatos, las ratas, los jabalíes, los cangrejos y los tiburones. Las gaviotas y las fragatas que anidan cerca de las bocas realizan excursiones de forrajeo en colonias de bocas. Las fragatas persiguen las bocas, les agarran la cola y les dan un golpe, haciendo que el ave asustada vomite su comida a los ladrones. El mismo método es utilizado por los azores. Las gaviotas cogen los polluelos y los huevos de las plumas. A veces, las gaviotas cooperan, y una de ellas atrae la atención de la boca de nacimiento y la hace salir del nido, tras lo cual la otra se acerca sigilosamente por detrás para robar el huevo.

## Sistemática y evolución
Los súlidos están emparentados con otros aves acuáticas, que carecen de orificios nasales externos y de placa de incubación, pero tienen los cuatro dedos palmeados y un saco gular. Los parientes vivos más cercanos de los Sulidae son los Phalacrocoracidae (cormoranes y cormoranes moñudos) y los Anhingidae (pardelas). Estos últimos son un poco intermedios entre los súlidos y los cormoranes, pero (como muchos cormoranes) son aves de agua dulce en un clado que contiene por lo demás aves marinas, y también simplesiomorfos con los súlidos pero sinapomorfos con los cormoranes en algunos otros aspectos. Así pues, los Sulidae parecen ser el linaje más antiguo y distinto de esos tres, que están unidos en un suborden Sulae. En ella, los Sulidae se suelen clasificar simplemente como una familia; a veces, se reconoce una superfamilia Suloidea', en la que algunas de las formas prehistóricas primitivas (por ejemplo, Empheresula, Eostega, y Masillastega)  se sitúan como linajes basales distintos de los Sulidae vivientes.Sin embargo, la familia propuesta Pseudosulidae (o Enkurosulidae) es casi con seguridad inválida.
Tradicionalmente, los Sulae se incluían en los Pelecaniformes en su obsoleta circunscripción parafilética, pero los pelícanos, la familia homónima de los Pelecaniformes, están en realidad más estrechamente emparentados con las garzas, los ibises y espátulas, el ave martillo y el picozapato que con los sulidos y aliados. En reconocimiento de esto, se ha propuesto la separación de los suliformes en un nuevo orden Phalacrocoraciformes, que también incluye las fragatass (Fregatidae), así como uno o más prehistóricos linajes que están totalmente extintos en la actualidad. La Lista Mundial de Aves de la COI utiliza Suliformes como nombre de orden propuesto.
Dentro de la propia familia, se reconocen tres géneros vivos: Sula (piqueros, seis especies), Papasula (piquero de Abbott) y Morus (alcatraces, tres especies). Según un estudio de 2011 sobre múltiples genes, el piquero de Abbott es basal a todos los demás alcatraces y piqueros, y es probable que divergiera de ellos hace unos 22 millones de años, y los antepasados de los alcatraces y los restantes piqueros se separaron hace unos 17 millones de años. El antepasado común más reciente de todos los piqueros vivió a finales del Mioceno, hace unos 6 millones de años, y a partir de entonces los piqueros divergieron progresivamente. Los alcatraces se separaron más recientemente, hace sólo unos 2,5 millones de años.